# Vajrapani
En el budismo mahāyāna, Vajrapani ―‘el que tiene el rayo en la mano’, en sánscrito― es un dharmapala (un guardián del dharma) y un bodhisattva.
Es considerado:
- protector y guía de Buda Gautama,
- la manifestación del poder de Buda,
- el sostenedor del linaje de las enseñanzas del tantra de Buda,
- simboliza el poder de Buda.

## Nombre sánscrito
- Vajrapāṇi, en el sistema AITS (alfabeto internacional para la transliteración del sánscrito).[1]
- वज्रपाणि, en escritura devanagari del sánscrito.[1]
- Pronunciación: /vashrapáni/ o /vachrapáni/
- Etimología: ‘el que tiene el rayo’ o ‘el que tiene el relámpago en la mano’, siendo vajra: ‘relámpago’, y pāṇi: ‘mano’.[1]

Vajrapani también es conocido como Vajradhara y Vajrasattva.

## Descripción

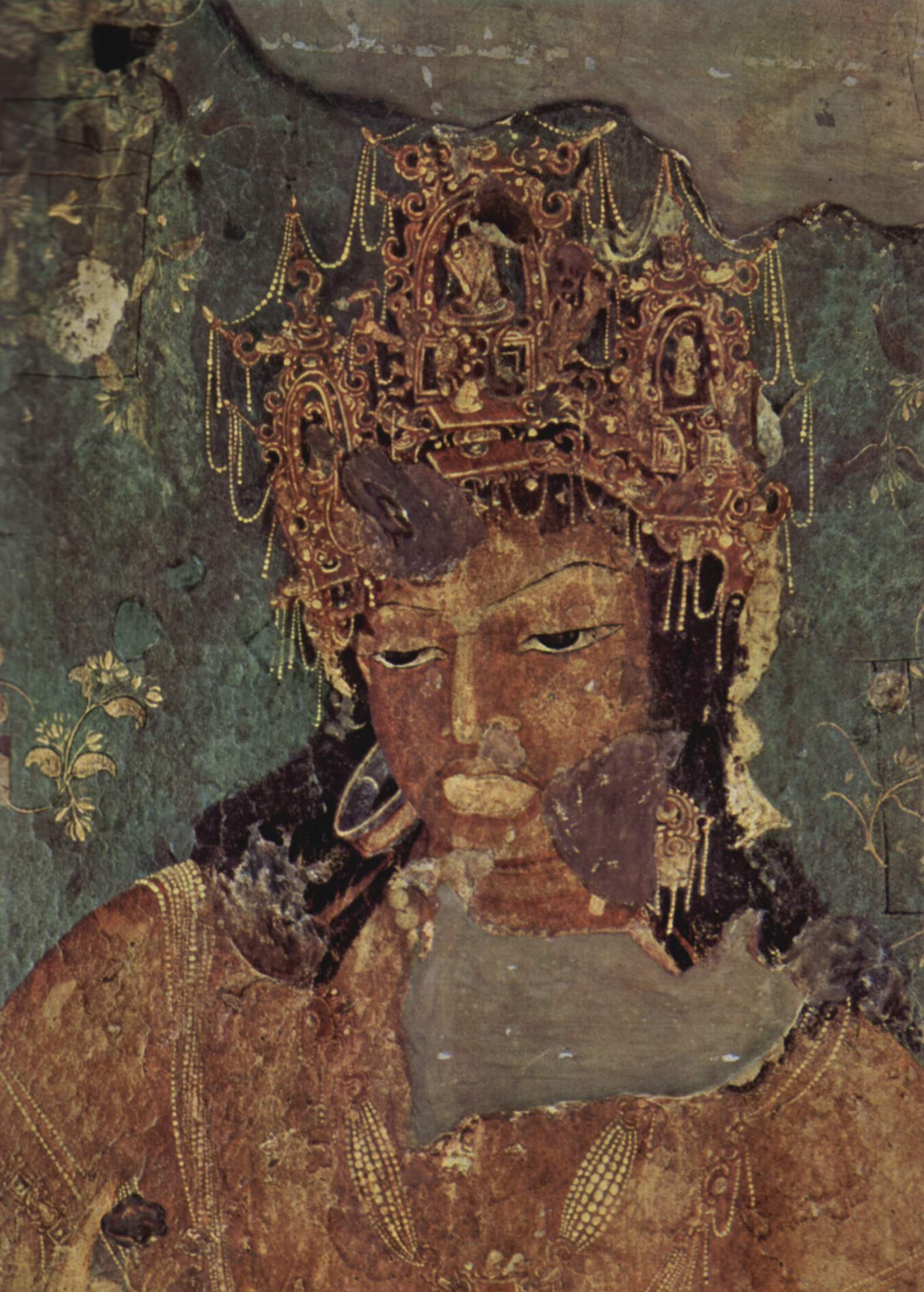
Pintura de Bodhisattva Vajrapāṇi en las grutas de Ajanta (en India).

Vajrapani es uno de los primeros bodhisattvas que aparecieron en el budismo Mahāyāna.
El Sutra de la luz dorada le da el título de «gran general de los Iaksas».
En la iconografía budista Vajrapani es representado como uno de los tres dioses protectores que rodean a Buda. Cada uno simboliza una de las virtudes de Buda:
- Manjushri manifiesta toda la sabiduría de Buda,
- Avalokiteshvara manifiesta la compasión de Buda, y
- Vajrapani manifiesta el poder de Buda así como el poder de los cinco Tathāgatas.

Vajrapani es uno de los primeros dharmapalas. Es el único dios budista mencionada en el Canon Pali. Es venerado en los monasterios shaolin, en el budismo tibetano y en el budismo de la Tierra Pura (donde se le conoce como Mahasthamaprapta y es parte de los tres santos del oeste junto con Amitābha y Avalokiteshvara).
También se pueden encontrar manifestaciones de Vajrapani en muchos templos budistas en Japón como protectores del dharma llamados Niō.
Vajrapani también está asociado con "Acala", quien en Japón es venerado como Fudō Myō-ō, aquel que sostiene el vajra.
Vajrapani comparte características con el dios hinduista Indra, que también es llamado Vajrapani porque sostiene un relámpago en su mano.

## Significado
A nivel popular, Vajrapani es un bodhisattva que representa el poder de Buda, de la misma manera en que Avalokiteshvara representa la gran compasión de Buda, Manjushri representa su sabiduría, y Tara sus hechos milagrosos. Los yoguis consideran a Vajrapani como un medio para volverse firmes en su determinación y simboliza la efectividad en la conquista de la negatividad.
De acuerdo con el Prajñāpāramitā-sūtra, cualquier bodhisattva en curso a convertirse en Buda puede recibir la protección de Vajrapani, volviéndose invencible ante cualquier ataque, ya venga este «de hombres o de fantasmas».

## Mantra
El mantra de Vajrapani es oṃ vajrapāṇi hūṃ phaṭ.